# محمدحسین اردوبادی
محمدحسین اردوبادی (۱۳۰۳-؟) پزشک ایرانی و استاد دانشگاه تهران بود. او برای تدوین کتاب بیماری‌های داخلی در سال ۱۳۵۰ برندهٔ جایزه سلطنتی کتاب سال شد.